# Guébestroff

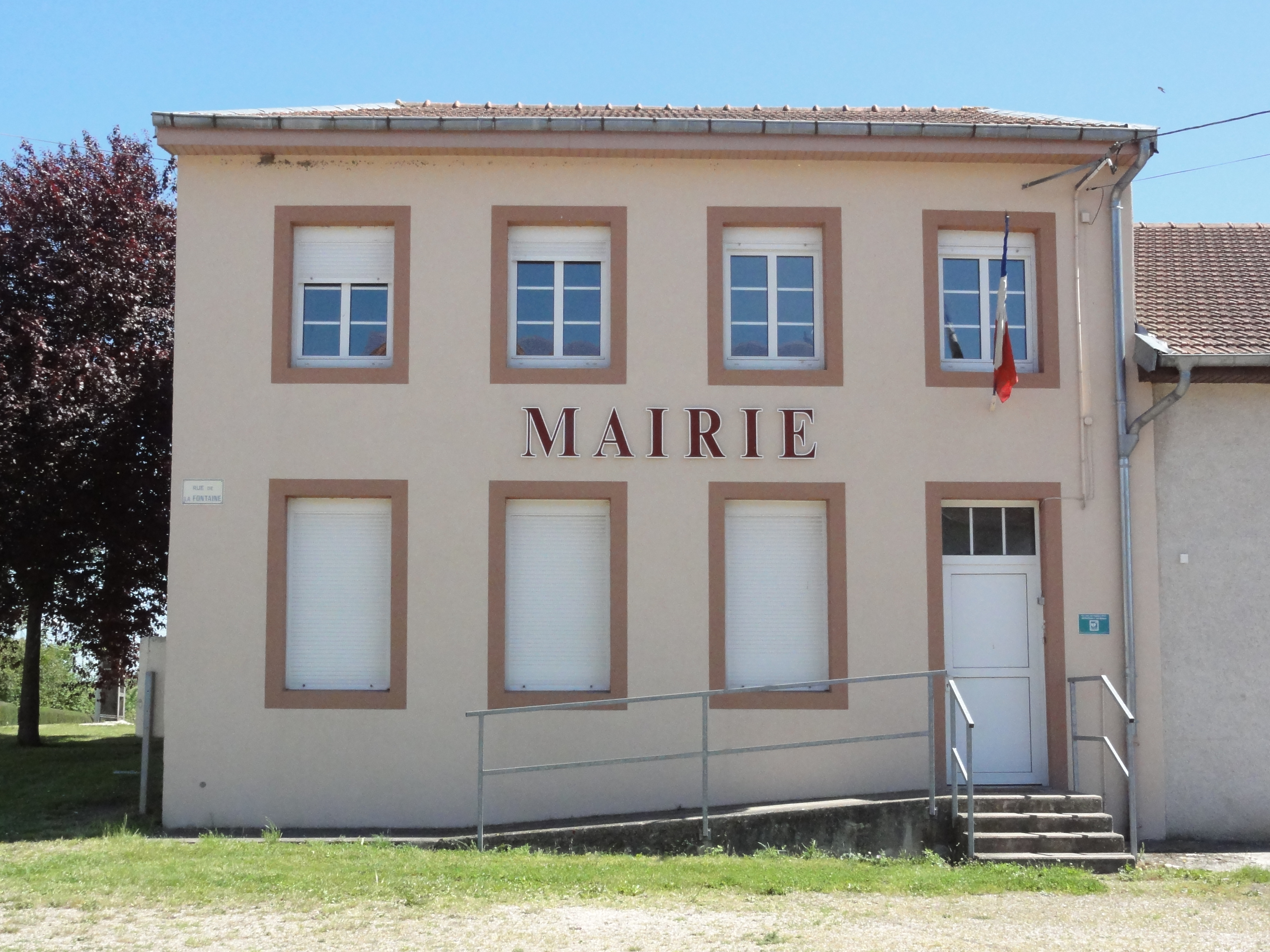
Rathaus (Mairie)

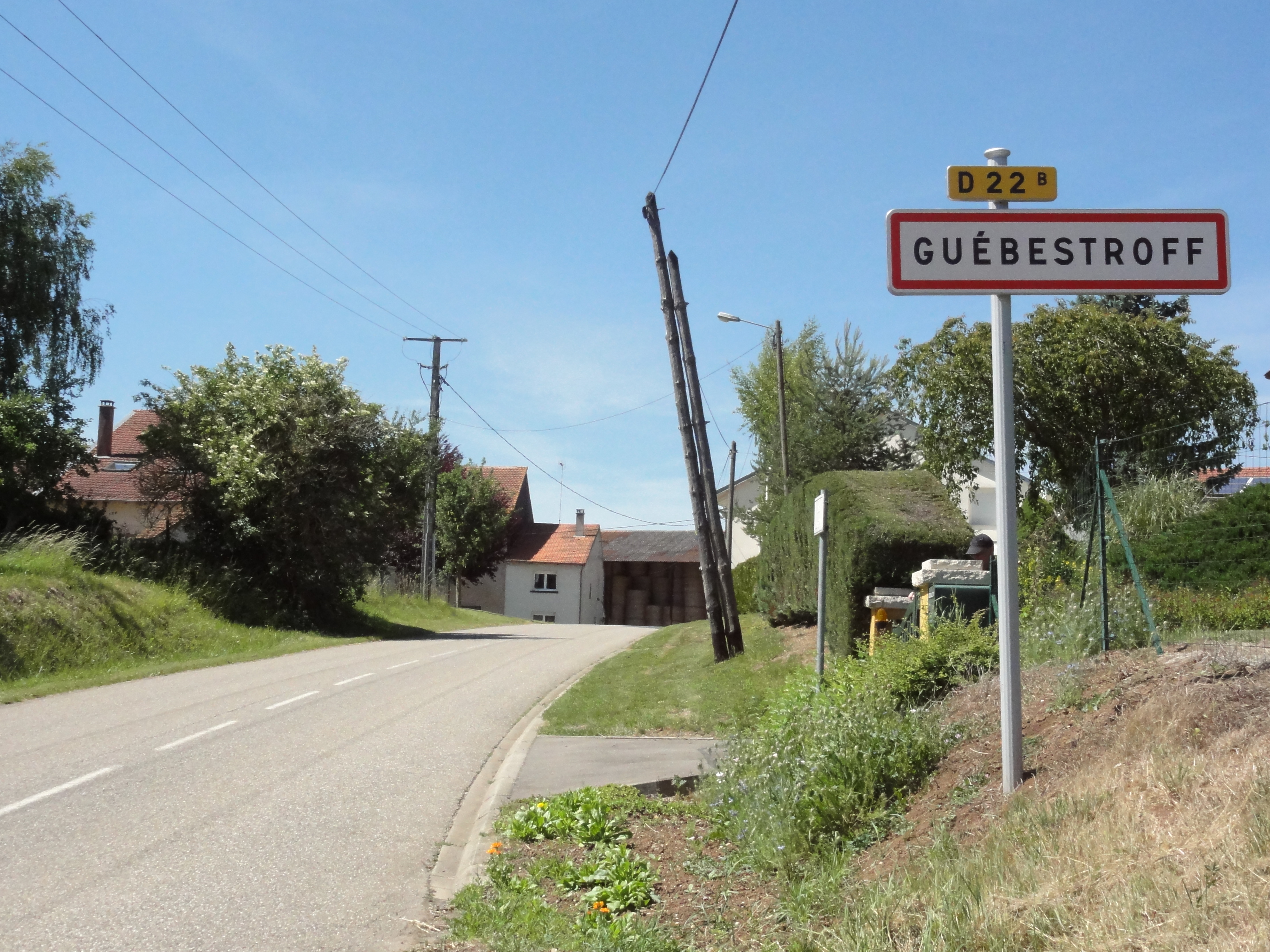
Dorfstraße (Aufnahme 2017)

Guébestroff (deutsch Gebesdorf) ist eine französische Gemeinde mit 60 Einwohnern (Stand 1. Januar 2022) im Département Moselle in der Region Grand Est (bis 2015 Lothringen). Sie gehört zum Arrondissement Sarrebourg-Château-Salins. 

## Geographie
Die Gemeinde Guébestroff liegt in Lothringen im Saulnois (Salzgau), 56 Kilometer südöstlich von Metz, 17 Kilometer östlich von Château-Salins und 2 Kilometer nördlich von Dieuze am Spinbach auf einer Höhe zwischen 209 und 333 Meter über dem Meeresspiegel. Das Gemeindegebiet umfasst 3,81 Quadratkilometer.

## Geschichte
Das Dorf gehörte früher zum Herzogtum Lothringen. Es befand sich im Mittelalter im Besitz des benachbarten Klosters Vergaville. Vermutlich ist es identisch mit dem schon 966 von Graf Sigeric in der Gründungsurkunde für das Kloster genannten Ortschaft Gerbereldorff.
Das Dorf wurde während des Dreißigjährigen Krieges völlig zerstört. Im Jahr 1621 gab es hier nur acht Haushaltungen, und nach dem Friedensschluss lebten im Jahre 1650 nur noch vier Familien im Ort, nach anderen Angaben gar keine Bewohner mehr. Seit Wiederaufbau und Neubesiedlung ist Guébestroff frankophon.
Durch den Frankfurter Frieden vom 10. Mai 1871 kam die Region an das deutsche Reichsland Elsaß-Lothringen, und das Dorf wurde dem Kreis Château-Salins im Bezirk Lothringen zugeordnet. Die Dorfbewohner betrieben Getreide- und Weinbau. In der Gemarkung gab es eine Ziegelei.
Nach dem Ersten Weltkrieg musste die Region aufgrund der Bestimmungen des Versailler Vertrags 1919 an Frankreich abgetreten werden. Im Zweiten Weltkrieg war die Region von der deutschen Wehrmacht besetzt.

### Bevölkerungsentwicklung
| Jahr      | 1962 | 1968 | 1975 | 1982 | 1990 | 1999 | 2007 | 2019 |
| Einwohner | 25   | 39   | 37   | 43   | 34   | 54   | 52   | 58   |